# Gare de Comines (France)
Pour les articles homonymes, voir Gare de Comines.
La gare de Comines (France) était une gare ferroviaire française de la ligne de La Madeleine à Comines-France, située sur le territoire de la commune de Comines, dans le département du Nord, en région Hauts-de-France.
Elle est mise en service en 1876 par la Compagnie des chemins de fer du Nord-Est, avant d'être reprise par la Compagnie des chemins de fer du Nord. C'était une gare de la Société nationale des chemins de fer français (SNCF), desservie par des trains TER Hauts-de-France.

## Situation ferroviaire
Établie à 19 mètres d'altitude, la gare de Comines est située au point kilométrique (PK) 20,380 de la ligne de La Madeleine à Comines-France, après la gare de Sainte-Marguerite. Elle est le terminus de la ligne depuis la fermeture du tronçon passant par la frontière et qui la reliait à la gare de Comines (Belgique).

## Histoire
La gare de Commines est mise en service le 15 juin 1876 par la Compagnie des chemins de fer du Nord-Est lorsqu'elle ouvre à l'exploitation sa ligne de Lille à Commines. Cette même année elle est reliée à la gare de Comines (Belgique) par un prolongement qui franchit la Lys sur un pont surélevé.
Entre 1897 et 1935, la gare est également desservie par la ligne de tramway à écartement métrique d'Armentières à Halluin de la Société des chemins de fer économiques du Nord (CEN).
La ligne est fermée depuis le 15 décembre 2019 (les dernières circulations ont cependant eu lieu quelques jours auparavant, en raison d'une grève). Sa réouverture, non encore datée, pourrait se faire sous la forme d'une ligne de tramway ou de bus à haut niveau de service ; dans tous les cas, elle serait exploitée par un concurrent de la SNCF.

## Service des voyageurs

### Desserte

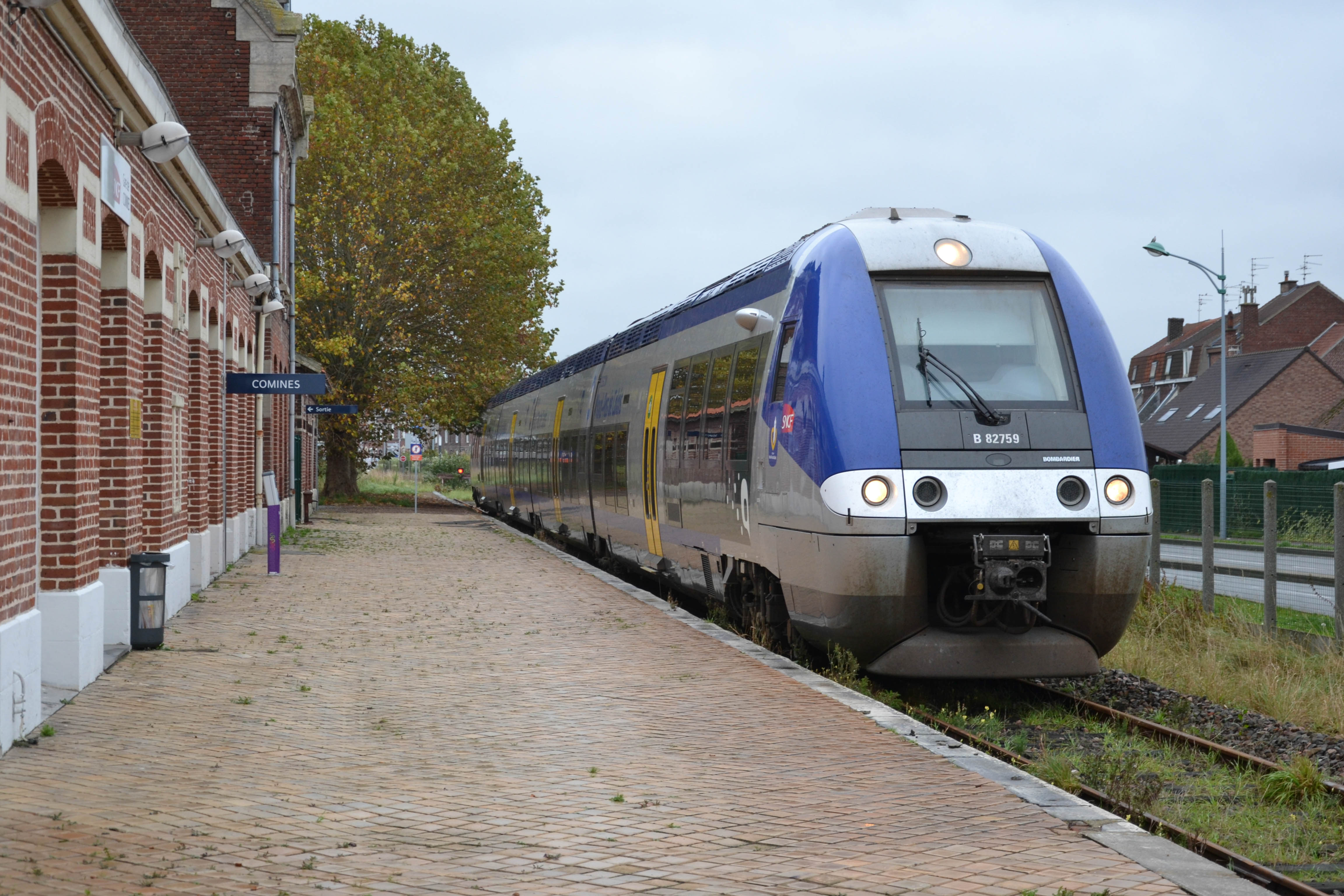
Rame B 82759/760, desservant la gare en 2014.

Comines était desservie par des trains TER Nord-Pas-de-Calais, puis TER Hauts-de-France qui effectuaient des missions entre les gares de Lille-Flandres et de Comines-France. Plus aucun train ne circule sur cet axe qui a été remplacé par des autocars.

### Intermodalité
Le stationnement des véhicules est possible à proximité de la gare. La gare est desservie par les lignes 75, 75R, 82, 84, 86, 88, L90, 940, 942 et 944 du réseau Ilévia. Un abri vélos sécurisé est également présent.